# Половые хромосомы
Половые хромосомы, или гоносомы, — хромосомы, набор которых отличает мужские и женские особи у животных и растений с хромосомным определением пола.
По традиции половые хромосомы в отличие от аутосом, обозначаемых порядковыми номерами, обозначаются буквами X, Y, Z или W. Отсутствие половой хромосомы обозначается цифрой 0. Как правило, один из полов определяется наличием пары одинаковых половых хромосом (XX или ZZ), а другой — комбинацией двух непарных хромосом или наличием только одной половой хромосомы (XY, ZW, X0, Z0). Пол, имеющий две одинаковые половые хромосомы, продуцирует гаметы, не отличающиеся по половым хромосомам, этот пол называется гомогаметным. У пола, определяемого набором непарных половых хромосом, половина гамет несёт одну половую хромосому, а половина гамет — другую половую хромосому, этот пол называется гетерогаметным. У человека, как у всех млекопитающих, гомогаметный пол — женский (XX), гетерогаметный пол — мужской (XY). У птиц, напротив, гетерогаметный пол — женский (ZW), а гомогаметный — мужской (ZZ). В некоторых случаях пол определяется не одной, а несколькими парами половых хромосом. Например, утконос имеет пять пар половых хромосом, женский пол задаётся комбинацией XXXXXXXXXX, а мужской — XYXYXYXYXY. Подробнее см. определение пола.

## Происхождение
Для генетического определения пола необходимо, чтобы на хромосоме находился ген, запускающий каскад молекулярных взаимодействий, которые приведут к морфологическому формированию мужских или женских первичных и вторичных половых признаков. Такой ген называется мастер-ген (master-sex-determining-gene). Обретение такого гена может быть связано с мутацией, нокаутом близлежащих генов, дупликацией или удалением определённого гена или участка хромосомы. После возникновения такого гена в одной из хромосом (несущей данный участок) будет наблюдаться подавление кроссинговера, накопление/удаление повторяющихся последовательностей ДНК или генов, данные процессы сформируют гетероморфную (отличающуюся цитологически по размерам и/или структуре) пару хромосом.  

## Заболевания
- X-связанная эндотелиальная дистрофия роговицы